# Альберт Поллард
Альберт Фредерік Поллард (англ. Albert Frederick Pollard) (16 грудня 1869 , Райдd, Південно-Східна Англія  — 3 серпня 1948 , Солсбері, Вілтшир ), FBA — британський історик, який спеціалізувався на періоді Тюдорів. Він був одним із засновників Історичного товариства (англ. Historical Association) в 1906 році.

## Життя і кар'єра
Поллард народився в Райді на острові Вайт і здобув освіту в гімназії Портсмута, школі Фелстед і коледжі Ісуса в Оксфорді, де він отримав першу відзнаку з сучасної історії в 1891 році. У 1893 році він став помічником редактора та автором Словника національної біографії (англ. Dictionary of National Biography). Його основною академічною посадою була посада професора конституційної історії в Університетському коледжі Лондона, яку він обіймав з 1903 по 1931 рік. Він був членом Королівської комісії з історичних рукописів і засновником Історичного товариства, 1906 рік. Редагував «Історію» (1916—1922) та «Вісник Інституту історичних досліджень» (1923—1939). Він опублікував 500 статей у Словнику національної біографії та багато інших книг і статей з історії. Пізніше у своїй кар'єрі він був головною силою в утвердженні історії як навчального предмета в Британії. Еволюція парламенту, один із його найвпливовіших підручників,  була опублікована в 1920 році.

## Суперечка
Альберт Поллард вивчав і писав про історію Тюдорів з політичної точки зору. Ключові книги включають Генріха VIII (1905) та «Історію Англії від воцаріння Едуарда VI до смерті Єлизавети, 1547—1603» (1910). В останньому він зробив знаменитий висновок, що «безпліддя було остаточною нотою правління Марії»; це твердження було оскаржено істориками-ревізіоністами останніх років, які зобразили Марію в набагато більш сприятливому ключі. Деякі припущення Полларда сьогодні загалом дискредитовані ревізіоністською школою історії, очолюваною такими вченими, як Крістофер Хей (Christopher Haigh). Наприклад, він висунув тезу про те, що англійська зовнішня політика з 1514 по 1529 рр. була мотивована бажанням Томаса Уолсі стати папою. Полларда ототожнюють із історичною школою вігів разом із його учнем Дж. Е. Нілом (J. E. Neale). Вони вважали Генріха VIII енергійним реформатором, який вивів Англію з темних середньовічних шляхів у сучасний світ.

## Політика
Поллард був політично активним членом Ліберальної партії та став кандидатом від Лібералів до Лондонського університету на загальних виборах 1922, 1923 та 1924 років.

## Особисте життя
Вийшовши на пенсію, Поллард жив у Мілфорд-он-Сі в Гемпширі. Він був батьком бібліографа та книготорговця Грема Полларда та тестем піонера комуністки та борця за права жінок Кей Бошан.

## Праці

### Внески до Словника національної біографії
Поллард був плідним співробітником DNB. Серед багатьох інших:
- Pollard, Albert Frederick (1894). «Napier, Robert (d. 1615), judge». In Lee, Sidney (ed.). Dictionary of National Biography. Vol. 40. New York: MacMillan and Co. p. 73. OCLC 8544105.
- Pollard, Albert Frederick (1895). «O'Brien, Daniel, first Viscount Clare (1577?–1663)». In Lee, Sidney (ed.). Dictionary of National Biography. Vol. 41. New York: MacMillan and Co. pp. 310—311. OCLC 8544105.
- Pollard, Albert Frederick (1895). «O'Brien, Donough, Baron of Ibrickan and fourth Earl of Thomond (d. 1624)». In Lee, Sidney (ed.). Dictionary of National Biography. Vol. 41. New York: MacMillan and Co. pp. 312—314. OCLC 8544105.
- Pollard, Albert Frederick (1898). «Somerset, Edward (1601—1667)». In Lee, Sidney (ed.). Dictionary of National Biography. Vol. 53. London: Smith, Elder, & Co. p. 232. OCLC 8544105.
- Pollard, Albert Frederick (1898). «Talbot, Sir William (d. 1633)». In Lee, Sidney (ed.). Dictionary of National Biography. Vol. 55. London: Smith, Elder, & Co. pp. 338—339. OCLC 8544105.
- Pollard, Albert Frederick (1900). «Wilmot, Sir Charles, first Viscount of Athlone (d. 1633)». In Lee, Sidney (ed.). Dictionary of National Biography. Vol. 62 Williamson–Worden. New York: The Macmillan Company. pp. 59–61. OCLC 8544105.
- Pollard, Albert Frederick (1901). «Dillon, Sir Lucas (d. 1593)». In Lee, Sidney (ed.). Dictionary of National Biography Supplement. Vol. 2. New York: MacMillan and Co. p. 132—133. OCLC 8544105.

### Внески до Оксфордського словника національної біографії
- Pollard, Albert Frederick; Kelsey, Sean (2004). «Talbot, William, first baronet (d.1634)». In Matthew, Colin; Harrison, Brian (eds.). Oxford Dictionary of National Biography. Vol. 53. New York: Oxford University Press. pp. 717—722. ISBN 0-19-861403-9.

### Книги
- Wolsey. By A. F. Pollard, M.A., F.B.A., Director of the London School of Historical Research. London: Longmans. 1929. Pp. xvi 393. 21s. net.